# Bankcard
Bankcard是1974年至2006年间由澳大利亚和新西兰的金融机构发行的信用卡共享品牌。其由澳大利亚最大的银行们合资成立的澳大利亚银行卡协会（英語：Bankcard Association of Australia）管理，并且是澳大利亚第一款面向大众市场的信用卡。

## 历史
在1974年以前，澳大利亚只有储值卡、大莱卡和美国运通卡，这些卡要么局限性强，要么只针对富人。在其推出后的第一个十年，Bankcard在澳大利亚信用卡市场中占据主导地位，1984年达到巅峰，拥有超过500万持卡人。
由于Visa与万事达卡等国际信用卡的广泛受理与发展，Bankcard持卡人人数持续萎缩，交易量持续减少，市场份额持续下降，2006年Bankcard退出市场。